# يوتيوب استوديو
يوتيوب استوديو (بالإنجليزية: YouTube Studio)‏ هو عبارة عن منصة تقدمها منصة مشاركة الفيديو الأمريكية يوتيوب. تسمح المنصة لمنشئي المحتوى بالتحكم في تواجدهم عبر الإنترنت على يوتيوب، وتوسيع قنواتهم، وتحديد مدى تفاعل جمهور قنواتهم، وإنشاء أهداف لتحقيق مكاسب مالية من قنواتهم الخاصة. تم تصميم يوتيوب أستوديو لمساعدة مستخدمي يوتيوب على إدارة قنواتهم والحصول على معلومات موجهة نحو النمو ومواكبة الأحداث الجارية.

## أنظر ايضاً
- يوتيوب
- يوتيوب شورتس
- يوتيوب ريوايند
- درع يوتيوب
- يوتيوب بريميم
- يوتيوب ميوزيك
- يوتيوب تي في
- يوتيوب كيدز